# Zheng Xiaoxu
Zheng Xiaoxu (鄭孝胥T, 郑孝胥S, Zhèng XiàoxūP, Chêng Hsiao-hsüW; Suzhou, 2 aprile 1860 – Hsinking, 28 marzo 1938) è stato un politico, diplomatico e calligrafo cinese, primo ministro dello Stato del Manciukuò filo-giapponese dal 1932 al 1935.

## Biografia

### La carriera diplomatica
Zheng nacque a Suzhou, nello Jiangsu, da una famiglia agiata radicata nel Fujian. Nel 1882, ottenne la laurea media dopo aver passato gli esami imperiali e tre anni dopo, nel 1885, divenne segretario di Li Hongzhang, viceré di Zhili, presso il quale rimase per molto tempo. Quando le sue doti diplomatiche vennero a galla, venne nominato legato cinese a Tokyo (1891), dove approfondì il suo interesse per la cultura giapponese.
Successivamente, divenne agente consolare, viaggiando per il Giappone: nel 1892 di Tsukiji, nel 1893 di Osaka e nel 1894 di Kōbe. Qui, in particolare, si avvicinò molto alla comunità cinese e promosse la fondazione di un'associazione per immigrati cinesi. Durante il soggiorno in Giappone, Zheng strinse rapporti amichevoli con Itō Hirobumi (futuro primo ministro), con il diplomatico Mutsu Munemitsu e con il sinologo Naito Torajiro.

### Ritorno in patria
Allo scoppio della prima guerra sino-giapponese, nel 1894, Zheng fu costretto a lasciare il Giappone e tornare in Cina. Qui fu al seguito del riformista Zhang Zhidong a Nanchino e Pechino, di cui condivideva le idee per una trasformazione radicale dell'apparato politico cinese; venne quindi trasferito allo Zongli Yamen, il ministero degli esteri imperiale di allora. Quando la Riforma dei cento giorni venne soppressa dall'imperatrice vedova Cixi (1898), Zheng venne trasferito nella Cina meridionale e centrale, ricoprendo vari incarichi di governo.
Allo scoppio della Rivoluzione Xinhai, che portò al crollo dell'impero, Zheng rimase fedele alla dinastia Qing e, piuttosto che servire i rivoluzionari - che avevano frattanto fondato la Repubblica di Cina -, si ritirò a vita privata nella sua tenuta di Shanghai, dedicandosi alla poesia e allo shodō. Scrisse inoltre numerosi articoli contro il Guomindang, che giudicava essere un partito di banditi che avevano usurpato il potere.

### Il Manciukuò
Nel 1923, sapendo la sua lealtà al trono, l'ex imperatore Pu Yi chiamò Zheng a Pechino, rendendolo partecipe del suo piano per riorganizzare il potere imperiale. Zheng divenne così un fidato consigliere del sovrano, seguendolo anche a Tientsin, e fu il principale negoziatore con il Giappone riguardo alla possibilità di ricostituire l'autorità Qing in Manciuria, sotto il controllo giapponese. Allacciò inoltre buoni rapporti con la Società del Dragone Nero, un gruppo giapponese ultra-nazionalista assai favorevole ad avere la monarchia cinese sotto il controllo dell'imperatore nipponico.
Quando il Giappone occupò la Manciuria nel 1931, Zheng vide il proprio sogno diventare realtà; dopo avere collaborato attivamente alla creazione del Manciukuò, ne divenne primo ministro il 9 marzo 1932. Benché Zheng vedesse il Manciukuò come una misura propedeutica alla riconquista dell'intera Cina e al ritorno al potere della dinastia Qing, dovette subito fare i conti con il fatto che, al contrario, il Giappone non la vedeva affatto così.
Zheng divenne decisamente critico dell'occupazione giapponese e più volte contestò gli alti ufficiali dell'Esercito Imperiale Giapponese con cui era a contatto. Vista la sua ormai intollerabile insofferenza degli occupanti del Manciukuò, Zheng venne deposto nel 1935 e morì tre anni dopo, il 28 marzo 1938, in circostanze poco chiare. Gli furono tributati i funerali di Stato.

## Contributi artistici
Benché il nome di Zheng sia visto usualmente con disprezzo per via del suo collaborazionismo con il Giappone, egli è comunque ricordato come un importante calligrafo ed un prominente poeta. Inoltre, il suo diario è considerato un prezioso documento storico.